# Avenida Tobalaba
Avenida Tobalaba es una transitada avenida ubicada en el sector oriente de la metrópoli de Santiago de Chile.

## Toponimia
Tobalaba obtiene su nombre del mapudungun "escalones de greda" .

## Historia

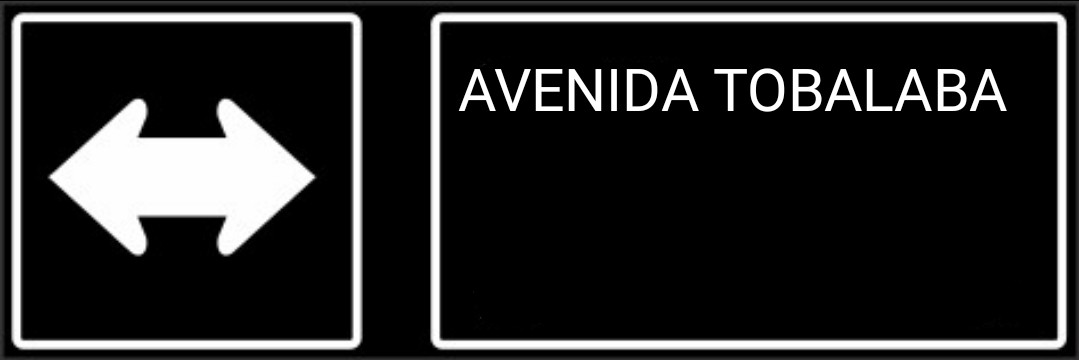
Señalética vial de Avenida Tobalaba.

Cuando los conquistadores españoles exploraron el oriente del Cerro Santa Lucía, se encontraron con el poblado de Thopa lahue, o Tobalahuen donde vivía un cacique del mismo nombre (Remedio Topa). Así, el camino para acceder a él, fue nombrado “Camino de Tobalaba”. Junto al inicio del camino, en su parte nor-oriental estaba la Chacra de Tobalaba, cuyo centro era la actual avenida la Cañada y Aguas Claras. En la comuna de La Reina esta propiedad perteneció a Águeda Flores, abuela de Catalina de los Ríos y Lísperguer, La Quintrala.

Tobalagua. - Fundo del departamento de Santiago entre los términos más orientales de su capital y los occidentales de Apoquindo, y próximo á la ribera del sur del Mapocho.

Entre 1934 y 1942 circuló por la avenida, entre Providencia y Cristóbal Colón, una línea de tranvías a gasolina, denominada Ferrocarril Avenida Cristóbal Colón, que tenía sus vías en el borde oeste del canal San Carlos.